# ハレ (ブランド)
ハレ（HARE）は、株式会社アダストリアが運営するファッションブランド。

## 概要
東京発のストリートスタイルをベースに、プレッピーカジュアル (Preppy) やスポーツMIXを、モードやアートなど様々なエッセンスを加えつつ、シャープなスタイルで提案している。現在、「値段が手頃で、オシャレ・着まわしがきく・品位がある」点を謳い文句にしているブランドであり、かつファスト系のブランドなので、自社でデザイナーを抱え込んでいない。価格は、ボトムズが7千円～1万3千円、トップスインナーが3千円～1万円、アウターが1万2千円～3万円。その他、バッグやシューズ・小物（ベルトや帽子）・アクセサリーまで、トータルコーディネートできる商品ラインアップとなっている。メインターゲットは20～30歳代の男性だが、実際は、10代後半（高校生・大学生）から30歳代後半までの幅広い男性に支持されている。ここ数年の「キレイめファッション」人気に後押しされ、また、HAREを着こなしている人を俗に「ハレラー」と呼ばれるにまで、ブランドが成長してきている。
2001年に心斎橋西側界隈堀江店（大阪）を出店させて、2020年現在、全国のファッションビルや路面に、28店舗を構えている。
2009年4月24日、ポイント社（現アダストリア社）の人気ブランドを複数集積した、日本でも珍しい店舗業態「コレクトポイント原宿店」（東京都渋谷区神宮前6‐12‐20)に出店。さらに2010年春に「コレクトポイント2号店」を大阪心斎橋（心斎橋筋商店街路面）に出店。
2011年春、大阪梅田大丸、神戸三宮（メンズ・レディス複合店）、広島に出店。
女性購入者層も多いことなどから、レディスHAREを2010年9月11日にオープンさせた。レディスHAREのターゲットは、25歳～35歳の女性。コンセプトは「アクティブガール」。 自分の気分、年齢に併せて色々な服を経験した好奇心旺盛な女性が持つこだわりとしなやかさを独自のアイテムに表現することで、ラブリーではない「シャープな女らしさ」を提案。
2016年9月9日、東京都渋谷区原宿の旧渋谷川遊歩道路（キャットストリート）に東日本の旗艦店「HARE.JP」を出店。
2020年8月28日、大阪府大阪市北区梅田に西日本の旗艦店「ルクア大阪店」を出店。

## コレクションテーマ

### 2008年-2009年 秋冬
URBAN CAMP
トラッドなど都会的な風味を基盤とし、アウトドアやスポーツを取り入れた様式。

### 2009年 春夏
URBAN RUDIEES　
大人っぽさや不良っぽさを取り入れた反骨的な様式。

### 2009年-2010年 秋冬
CHIC STREET
ストリートの流れを自分達の目線で捉えて、スタイリッシュでシックにまとめたレイヤード様式。

### 2010年 春夏
Have A Style
アウトドア、ミリタリー、ワークなど、どんなスタイリングも、HARE独自の目線で捉えて、上品かつスタイリッシュで洗練させた様式。

### 2010年-2011年 秋冬
Progressive　Feeling
アウトドア、ミリタリー、ワークを中心に、革新的な着こなしを提案する様式。

### 2011年 春夏
Greed Style
シンプルな着こなしの中に、ストリート感を加えた様式。

### 2011年 秋冬
Classic　Feeling
古い洋画に映るニューヨークの新聞記者を着想の来源とし、古典的で紳士的な様式を、ワークやストリートなど様々な要素で現代風に再構築。普遍的でどこか懐かしさを感じる雰囲気を、素材使い、輪郭、組み合わせで現代化し、新しい標準的な様式を提案。